# Мітрідат II (цар Іберії)
Мітрідат II (груз. მირდატ) — цар  Кавказької Іберії з династії Аршакідів. Деякі дослідники рахують його як Мітрідата IV.
Відомий винятково з середньовічних грузинських літописів. Був сином Бакура I. Професор Туманов припускав, що був ще й інший іберійський цар на ім'я Амазасп III (правив у 260–265 роках). Про того Амазаспа відомо із сасанідських написів, проте він не згадується в грузинських літературних джерелах.